# Kim Hyun-sung
Kim Hyun-Sung (Suwon, 27 september 1989) is een Zuid-Koreaans voetballer.

## Carrière
Kim Hyun-Sung speelde tussen 2009 en 2012 voor FC Seoul, Daegu FC en Shimizu S-Pulse. Hij tekende in 2013 bij FC Seoul.

## Zuid-Koreaans voetbalelftal
Kim Hyun-Sung nam met het Zuid-Koreaans olympisch voetbalelftal onder leiding van bondscoach Hong Myung-Bo deel aan de Olympische Spelen van 2012 in Londen.